# NGC 2195
NGC 2195 é uma estrela dupla na direção da constelação de Orion. O objeto foi descoberto pelo astrônomo Gerhard Lohse em 1886, usando um telescópio refrator com abertura de 15,5 polegadas. 